# Leighton Hall
Pour les articles homonymes, voir Leighton.
Leighton Hall est une maison historique 0,5 milles (1 km) à l'ouest de Yealand Conyers, dans le Lancashire, en Angleterre. Elle est enregistrée dans la liste du patrimoine national pour l'Angleterre classé grade II*.

## Histoire

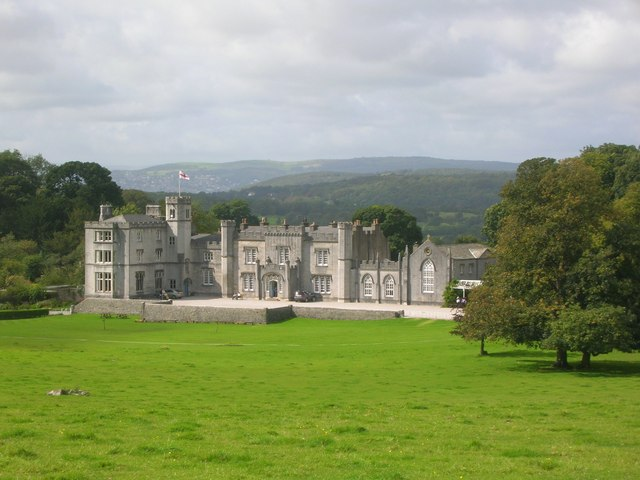

C'est le siège de la baronnie Middleton de 1642 à 1673 de Sir George Middleton, qui est haut shérif du Lancashire en 1661. Il est remplacé par son petit-fils, George Middleton Oldfield, décédé au manoir en 1708. Il passe ensuite à son gendre Albert Hodgson, qui a épousé Dorothy, la fille d'Oldfield. Hodgson est impliqué dans le soulèvement jacobite de 1715, au cours duquel il est fait prisonnier, et la maison brûle et les biens de Hodgson sont confisqués. Lorsque la maison est vendue aux enchères publiques en 1722, elle est achetée par un ami, un certain M. Winkley de Preston, qui permet à Hodgson de vivre dans la maison en partie en ruine après sa sortie de prison. Le domaine entre ensuite en possession du riche George Towneley de Towneley Hall à Burnley, par son mariage avec la fille de Hodgson, Mary, dans les années 1750.
La maison actuelle est construite pour Towneley en 1759-1761 dans un style géorgien selon une conception de John Hird, et les bois sont replantés et le parc aménagé en 1763. Le couple n'a pas d'enfants et le domaine passe au neveu de George, John, qui le vend en 1805. En 1822, la propriété entre en possession de Richard Gillow, le petit-fils du fabricant de meubles Robert Gillow, qui créé la façade néogothique en 1822-1825 en utilisant du calcaire blanc local. En 1870, son fils, Richard Thomas Gillow, charge les architectes de Lancastre Paley et Austin d'ajouter une aile de trois étages contenant une salle de billard en dessous et des chambres d'amis au-dessus. Richard meurt en 1906, laissant la maison dans un état négligé et est remplacé par son petit-fils, Charles Richard Gillow, décédé en 1923. La veuve de Charles continue à vivre dans la maison jusqu'à sa propre mort en 1966 à l'âge de 96 ans. La propriété passe ensuite via sa fille Helen à son petit-fils, Richard Gillow Reynolds qui, avec sa femme Susan, en est l'actuel propriétaire.
La maison est présentée dans l'adaptation télévisée ITV de 1984 de l'histoire de Sherlock Holmes The Adventure of the Dancing Men, sous le nom de Ridling Thorp Manor.